# Subordinación adverbial
La subordinación adverbial es, en sintaxis, un caso concreto de subordinación y por medio de ella una oración funciona dentro de una oración compuesta o compleja lo mismo que un adverbio funciona en una oración simple, suministrando alguna información de tipo circunstancial (tiempo, modo, lugar, comparación) referente a la proposición principal a la que se refiere, o bien realizando respecto a la misma algún tipo de operación lógica (causa, consecuencia, concesión, finalidad).
Por ejemplo, en "yo hice ese trabajo cuando me lo pediste", la subordinada adverbial es "cuando me lo pediste" e indica que el tiempo de la proposición subordinada era solo un poco posterior al de la proposición principal, mientras que en "yo hice ese trabajo porque me lo pediste" la subordinada adverbial es "porque me lo pediste" e indica que esta es causa de la oración principal.

## Clases de subordinadas adverbiales en español

### Subordinación adverbial propia o circunstancial
Tradicionalmente se distinguen tres tipos: 
- Temporales o de tiempo: marcan una referencia temporal a la proposición principal. Van introducidas por cuando, mientras, antes que, antes de que, después de que, luego que, antes que, en seguida, primero al + inf....: Lo hice cuando me dijiste.
- Locales o de lugar: marcan una referencia espacial con respecto a la proposición principal; van introducidas por donde, precedida o no de preposición: lo hice donde me dijiste.
- Modales o de modo: muestran el modo como se ejecuta la proposición principal. Van introducidas por como, según, conforme, como si: Lo hice como me dijiste.

### Subordinación adverbial impropia o lógica
Existen seis tipos. Sirven para ordenar las ideas en un continuo que va desde la condición a la finalidad.
- Condicionales: señalan una condición necesaria e imprescindible para que se produzca la proposición principal, sus nexos son: si, en el caso de que, de + inf. etc.: No conduzcas si bebes
- Causales: señalan el origen lógico de la proposición principal, una explicación de la misma; sus nexos más frecuentes son: porque, ya que, puesto que, por + inf....: Bebo porque tengo sed.
- Consecutivas: señalan la consecuencia o implicación lógica de la principal; sus nexos son: por tanto, así que, conque, de manera/modo/forma/ suerte que, luego, así pues, pues, etc. Tengo sed, así que bebo.
- Concesivas: señalan una consecuencia no esperada ni deseada, o menos lógica que las anteriores, una complicación más que una implicación, que no impide el cumplimiento de la proposición principal. Sus nexos son: aunque, por más que, a pesar de que, pese a que, con + inf. etc.: Iré aunque llueva.
- Comparativas: comparan la igualdad, inferioridad o superioridad respecto a la proposición principal. Van introducidas por nexos discontinuos y el verbo va casi siempre elidido.
- Finales: indican la consecuencia que está más allá de las otras consecuencias, la última más allá de las cuales no se espera ninguna, la aplicación, propósito o cometido de la proposición principal; sus nexos son: para que, a que, a fin de que, con el propósito/intención/fin/objeto/cometido/recado de que, para + inf. etc.: Vino para arreglar la puerta.[1][2]